# Антоніо да Сангалло

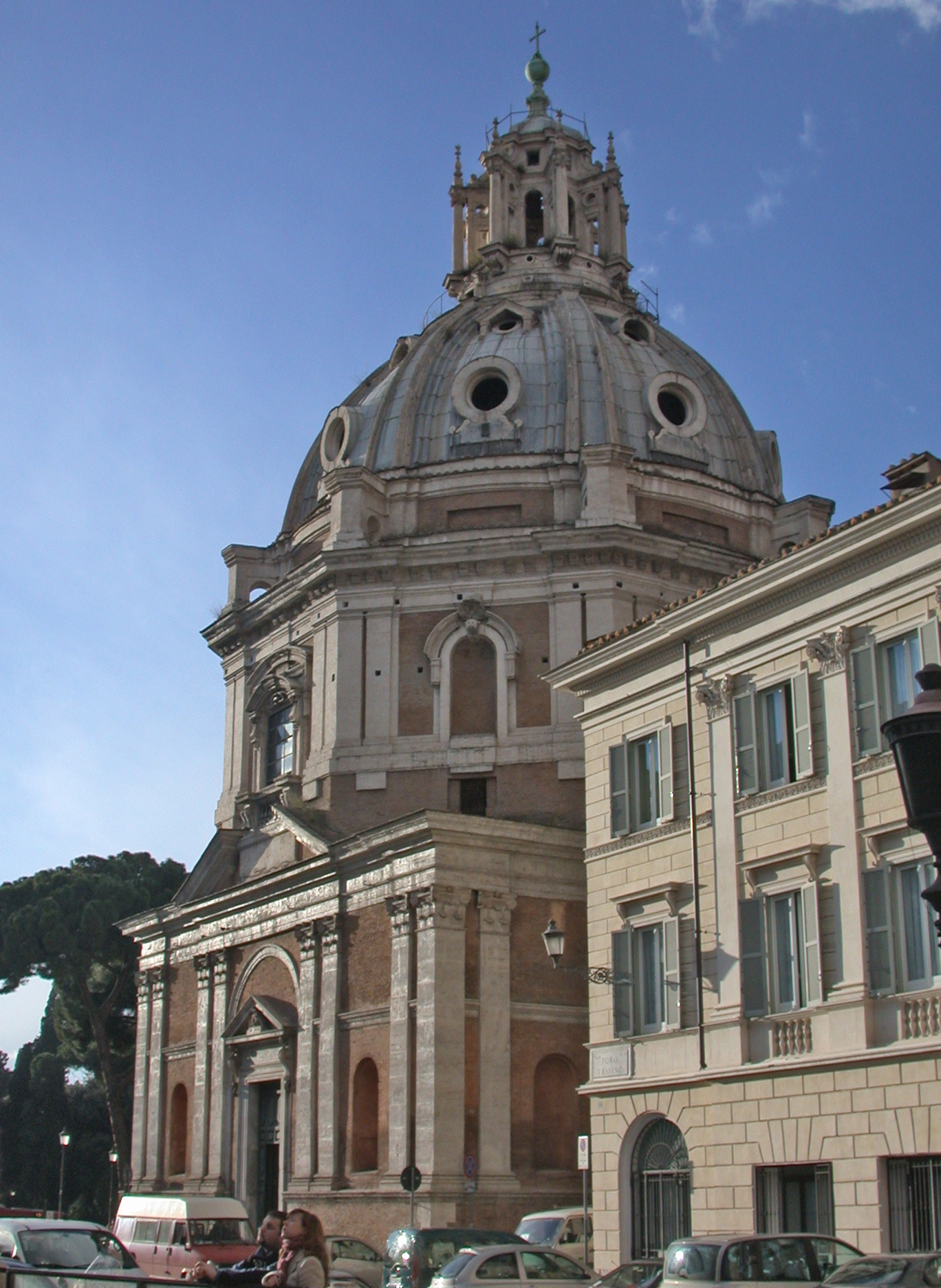
Церква Санта Марія ді Лорето.

Антоніо да Сангалло (Молодший) (12 квітня 1484 , Флоренція  — 3 серпня 1546 , Терні, Умбрія ) — флорентійський архітектор епохи Відродження. Племінник і учень Джуліяно да Санґало і Антоніо да Сангалло Старшого.
З 1503 перебуває у майстерні Браманте в Римі. Найбільше піднесення його таланту відбувається у 1520-х роках, почавшись з реконструкції укріплень Чивітавекк'я. Побудував численні укріплення (у Флоренції та Пармі, з 1525, П'яченци спільно з П'єро Франческо да Вітербо). Брав участь у зведені фортеці Алессандра. 4 лютого 1537 року отримав заволення Генуезької республіки на переобладнання фортець Порт Ардетико, Сан-Сато, Колонелла.
Ставши після смерті Рафаеля (1520) головним архітектором собору св. Петра в Римі, запропонував його план у вигляді латинського хреста (який був замінений пізніше Мікеланджело на рівнокінцевий). Зрілим будівлям Антоніо да Сангалло Молодшого властиві відмова від поверхового членування фасадів, що передбачало раннє бароко, та масивна цілісність об'ємів. 1537 року керував доповненням укріплень міста Кастро, 1540 року — Перуджа, 1542 року — реконструкцією замку Святого Ангела.

До його визначних робіт також належать Палаццо Фарнезе (1513-34, будівництво закінчено Мікеланджело і Джакомо делла Порта), банк Санто Спіріто (1523-24), палаццо Саккетті (1543) — всі у Римі.

## Визначні будівлі в Римі створені за участі Антоніо да Сангалло
- Палаццо Бальдассіні (1510—1520).

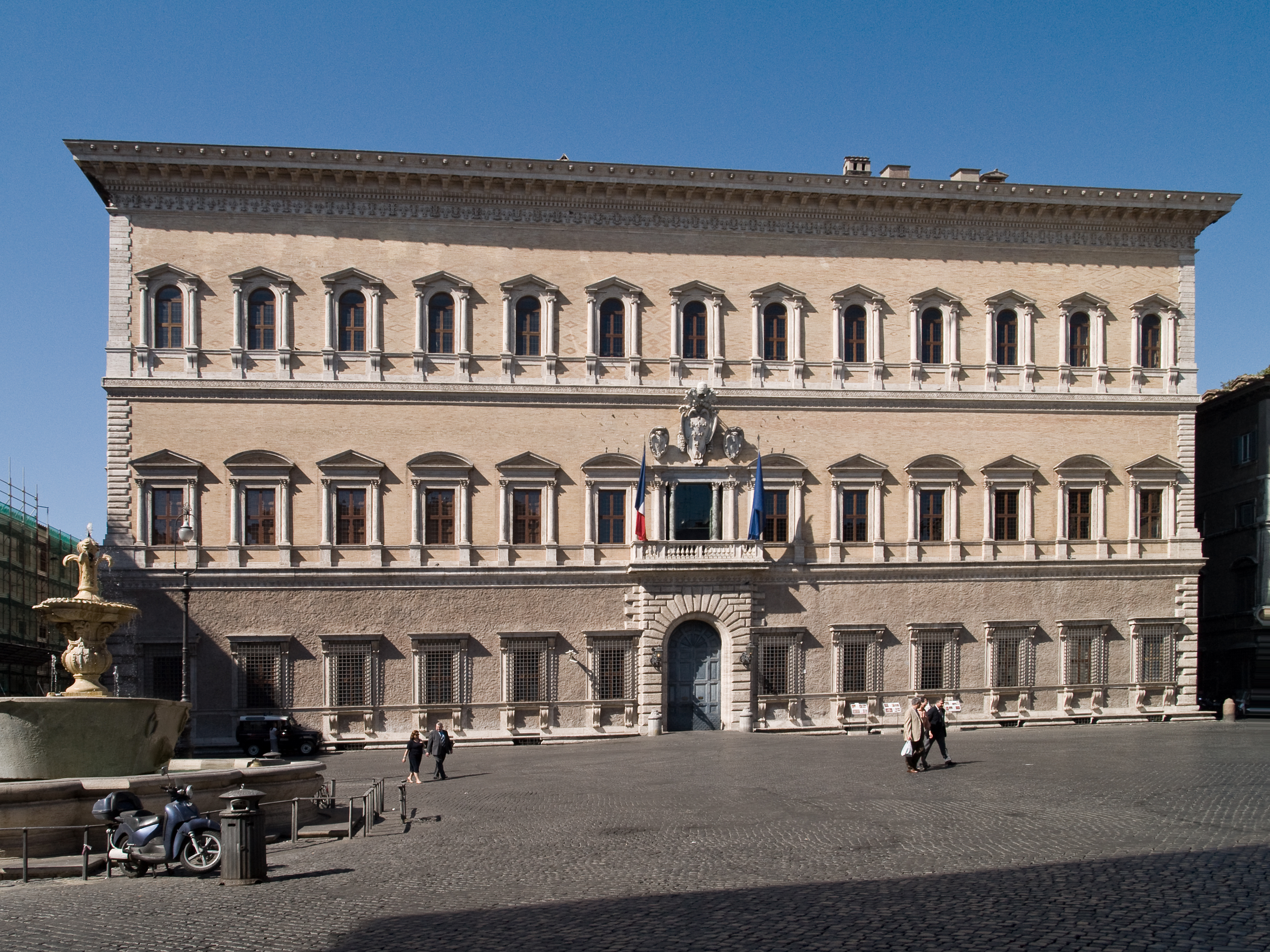
Палаццо Фарнезе

- Інтер'єр Капела Паоліна у Ватикані (1538—1540).
- Церкви Санта Марія ді Лорето і Сан Джованні деї Фіорентіні.
- Вілла Мадама (розпочато 1518).
- Собор Святого Петра (головний архітектор з 1539 р.).
- Палаццо Фарнезе (1534-46 рр..), проект для кардинала Алессандро Фарнезе.